# Pierre de Deimier
Pierre de Deimier est un poète avignonnais, né à Avignon vers 1580, et mort vers 1618.

## Biographie
Le poète est né à Avignon et a passé sa jeunesse dans le Comtat Venaissin, probablement vers 1580, bien qu'on ait aussi donné 1570 comme décennie de naissance. Il appartient à un milieu aisé de la ville. Il a probablement fait ses études au collège des Jésuites d'Avignon. Il avait de la famille à Marseille où il est venu à la fin de 1598 ou au début de 1599.
Le poète a vécu au temps de François de Malherbe. C'est un poète surabondant, toujours médiocre, qui ne suscite qu'un intérêt de curiosité et qui a longtemps été oublié. L'intérêt qu'on lui porte vient de la publication du livre l'Académie de l'art poétique en 1610 et dans lequel il légifère sur la poésie, donnant des règles qu'il n'a pas appliquées jusqu'en 1608. L'intérêt de cette publication vient de ce qu'elle montre une conversion à la poésie moderne, assez comparable à ce qui s'est opéré chez Malherbe. F. Brunot a étudié les relations entre Malherbe et Deimier à partir de leurs enseignements de quelques principes qui sont concordants : la Raison, la clarté, le recours à l'usage... F. Brunot s'est interrogé pour savoir si Deimier a connu Malherbe pendant le séjour de ce dernier en Provence, à Aix-en-Provence, à la fin de 1599 ou au début de 1600. Cependant, si on trouve de nombreuses mentions d'Avignon et de Marseille dans l'œuvre de Pierre de Deimier, il a peu cité Aix-en-Provence. Cependant Malherbe connaissait les œuvres de Deimer, et ce dernier les œuvres du premier.
Il a connu le poète marseillais Pierre Ruffy (1542-1634 ou 36).
Pierre de Deimier s'est installé à Paris probablement vers le milieu de l'année 1605.
Dans l'Académie de l'Art Poétique il a critiqué ses œuvres antérieures. Il y écrit qu'il a alors composé trente mille vers avant d'avoir atteint l'âge de vingt ans.

## Principaux ouvrages
- Les premières œuvres, Lyon, 1600 (lire en ligne)
- L'Austriade, Lyon, 1601 (lire en ligne)
- Les Illustres Avantures, Lyon, 1603
- La Néréide ou histoire navale. Ensemble les Destins héroïques de Cléophille et de Néréclie, Paris, 1605 (lire en ligne)
- Maximes d'Estat, militaires et politiques, Paris, 1606 (lire en ligne)
- Le Printemps des Lettres Amoureuses, Paris, 1608
- Histoire des Amoureuses Destinées de Lysimont et de Clytie, Paris, 1608
- Académie de l'Art Poétique, 1610 (lire en ligne)
- Lettres Amoureuses, 1612 (lire en ligne)
- La Royale Liberté de Marseille, 1615

## Divers
- Un square d'Avignon porte son nom.